# 散熱風扇

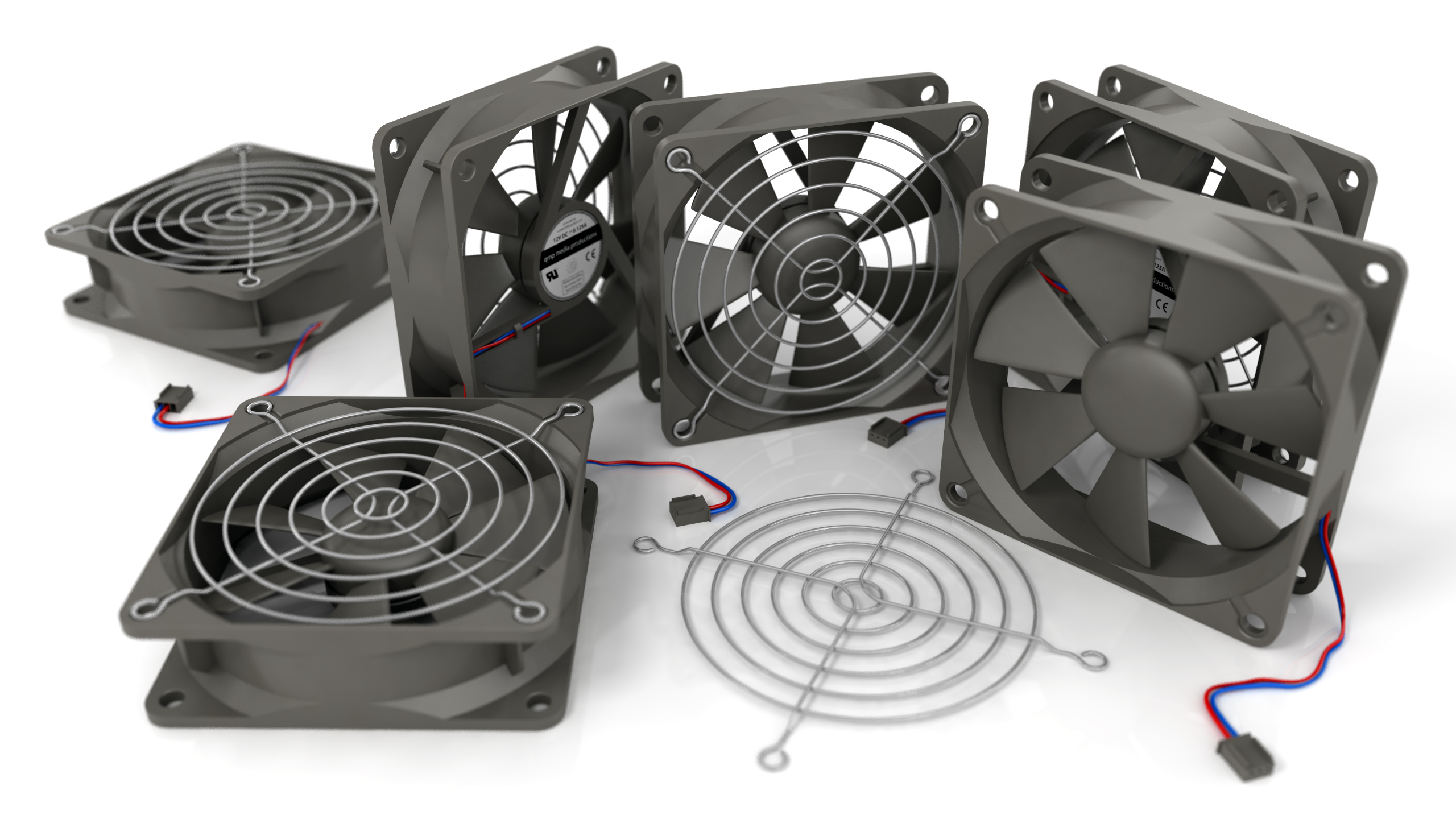
六個80 mm散熱扇的3D圖，這類風扇是个人电脑中常用的風扇（有時會使用一組，或是和其他不同尺寸的風扇混合使用

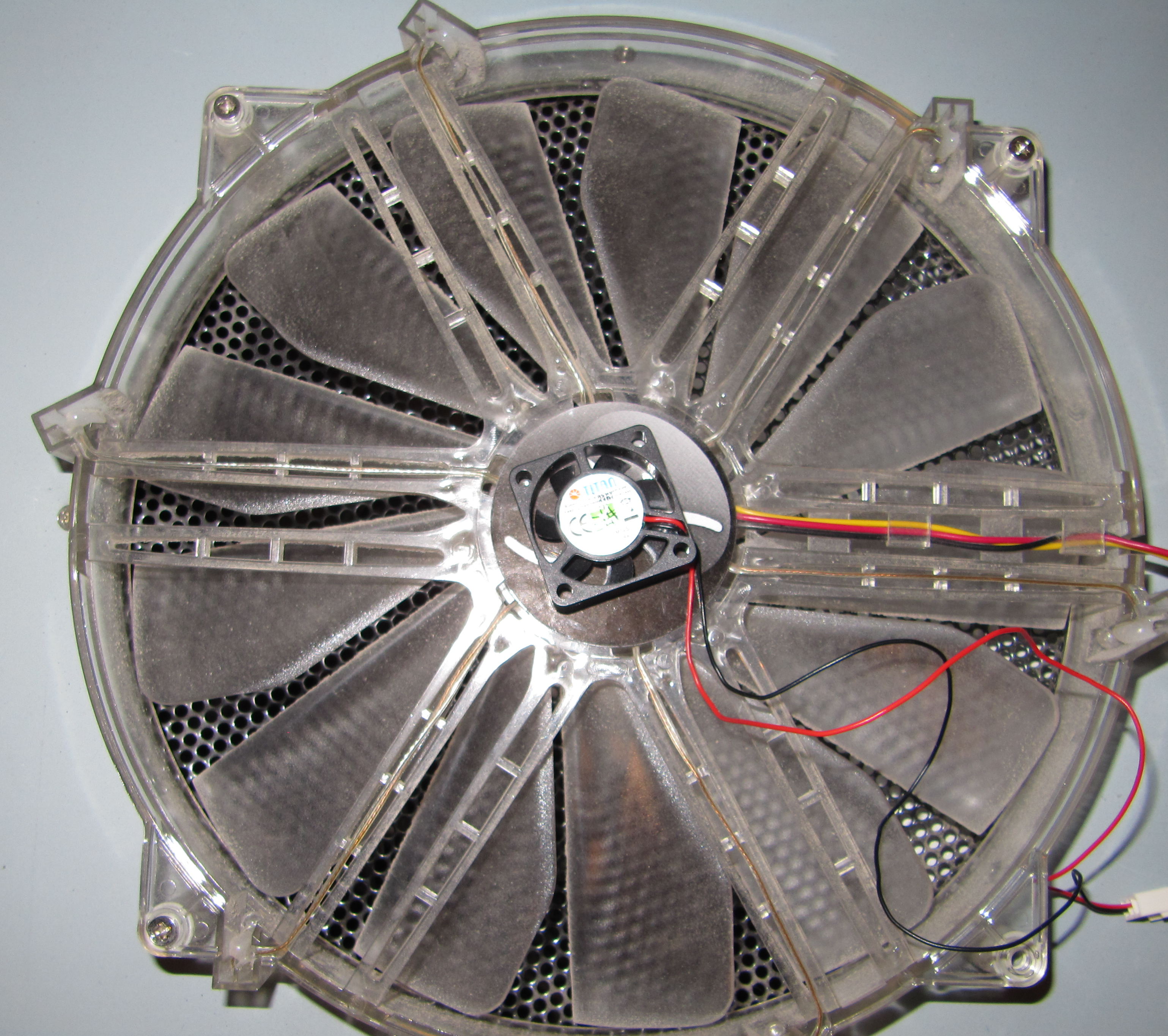
兩個不同大小的風扇，中間的是30 mm的PC風扇，下方的是250 mm的風扇

散熱扇（Computer fan）或散熱風扇是冷卻電腦机箱的風扇，可以在機箱內或外，會將較冷的空氣帶到機箱內部，將內部較熱的空氣排出，讓空氣通過散热片冷卻其他零件。電腦中常用軸流扇，有時用離心式風扇。散熱扇有一些標準尺寸，會用3針或4針的風扇電子連接器供電控制。近年除了改進了噪音與耗電等基本功能外，還演變出造型多樣且有燈光效果的散熱扇。

## 用風扇作為電腦散熱方式
最早期的個人電腦用自然對流（无动力制冷）散熱，現代的電腦則用更有效方法的散熱。為了冷卻當中的零件，風扇會將電腦中的熱空氣排出，並將冷空氣抽入電腦中。若是整合在零件上的風扇，一般會結合散熱片，以增加零件散熱時和空氣接觸的面積，增加散熱效果。不一定會控制風扇。電腦的BIOS（基本輸入／輸出系統）會控制電腦內建風扇的速度。使用者可透過額外的冷卻模組補充此功能，也可加上手動風扇控制器及改變風扇轉速的旋鈕。
在IBM PC兼容机市場，電腦的電源供應器（PSU）都會用排風扇來排出電源供應器中的熱空氣。中央處理器的主動散熱零件最早是在Intel 80486出現的，在1997年開始成為所有桌上型電腦的標準，自從2000年代後期使用奔腾4後，其機箱風扇（Chassis fan）多半會是排風扇，會放在機箱的後方，可以將熱空氣排到機箱外，有些也會有一個選配的進氣風扇，在前方將冷空氣抽入機箱內。

## 應用

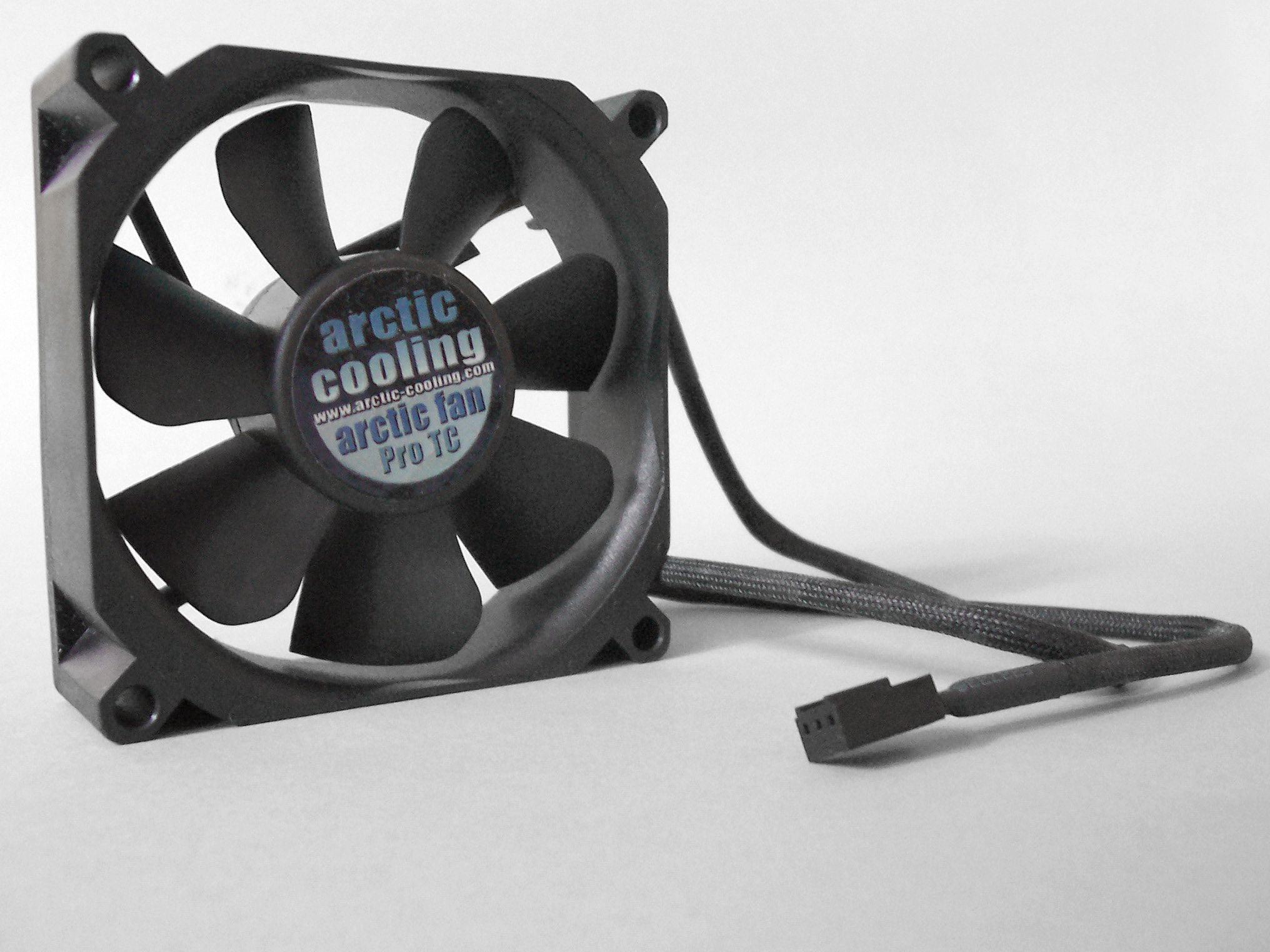
80×80×25 mm的軸流散熱扇

### 機殼風扇

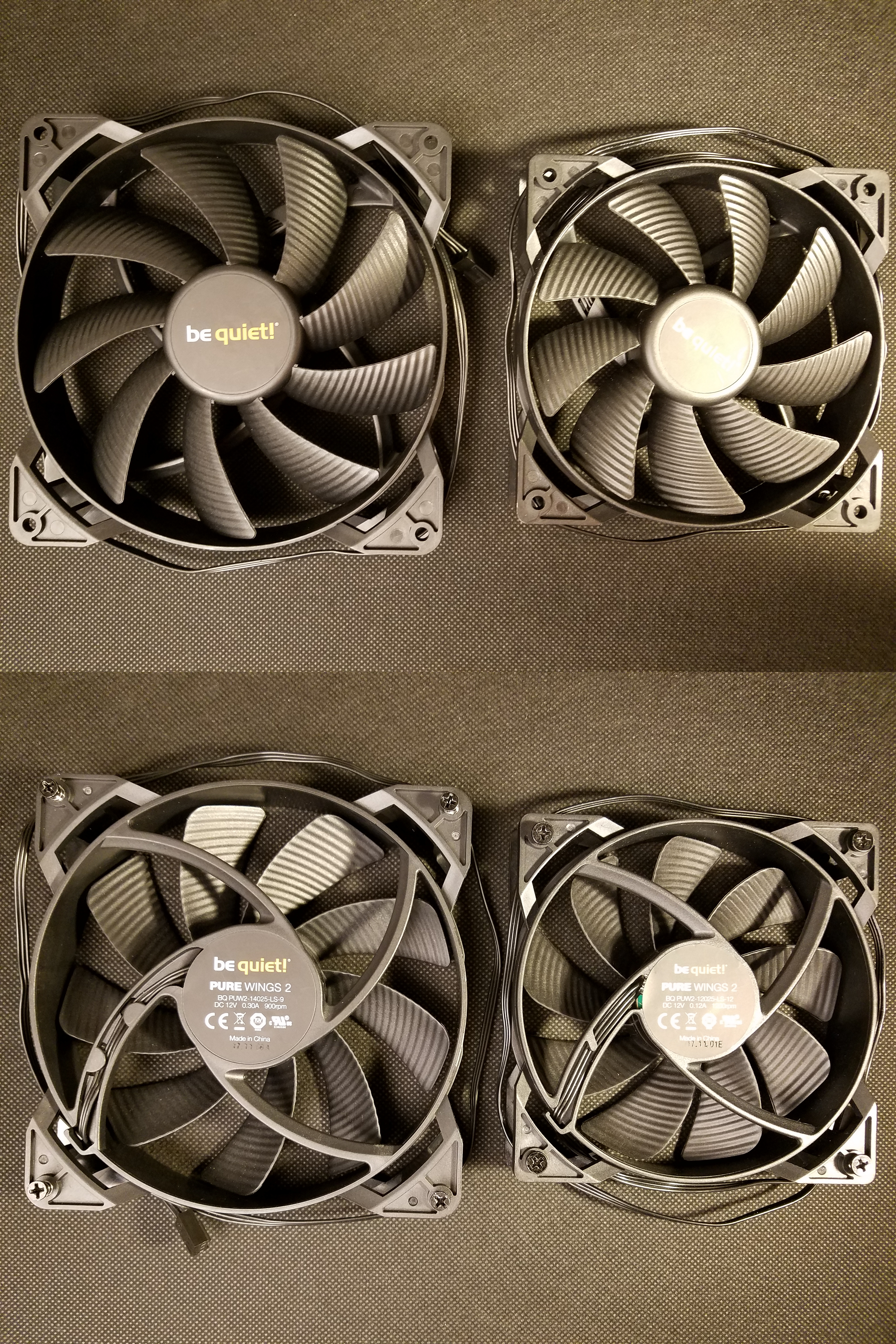
電機機殼風扇，置於前方及後方

風扇可以將機殼中的空氣流通。若機內溫度過高，機內的零件散熱效果會變差。機殼風扇可以是進氣風扇，將外界空氣抽進機殼內部的（有些可能會裝在硬碟架上），也可以是排氣扇，將溫熱的空氣從上方或後方排出機殼外部。有些ATX規格的機殼在機殼左方有一個或是多個的通風孔及固定孔，可以裝一個或是多個風扇，直接將冷空氣吹向主機板及擴充卡（電腦內最大的發熱源）。
標準軸向機殼風扇的寬度或長度多半是40, 60, 80, 92, 120, 140, 200或220毫米。機殼風扇是電腦上最容易讓人看到的散熱型式，因此有一些裝飾用的風扇，上面可以裝設發光二極管、也有些材質是紫外綫反應性的塑膠，或是使用裝飾格柵。若是進氣風扇，會裝設空气滤清器，避免灰塵進入機殼內部卡住內部零件。散熱片特別容易受到灰塵卡住的影響，因為灰塵導熱不好，會讓散熱片的散熱效果迅速變差。

### 電源供應器風扇
電源供應器（PSU）多半都會有風扇，少有例外，不過這個風扇不是用來作機殼散熱用。電源供應器的進氣溫度越高，電源供應器也就越熱。當電源供應器的溫度上昇，其內部零件的電導率就會下降，因此電源供應器在供電過程中會將更多的能量轉換為熱能，使溫度進一步上昇。溫度上昇以及效率下降的惡性循環可能會使電源供應器過熱，也有可能會因散熱扇轉的夠快，使得溫度較電源供應器低的空氣可以幫電源供應器冷卻。有些電源供應器會放在電腦的下方，有獨立的進氣及排氣通道，進氣通道可能還會加上防塵濾網。

### 中央处理器風扇
中央处理器風扇是用來冷卻中央处理器（CPU）散熱片用的風扇。針對集中性的熱源（例如大型集成电路），用散熱片可以有效的散熱，配合風扇效果會更好。若沒有用散熱片，只用風扇可能無法避免晶片過熱。

### 顯卡風扇

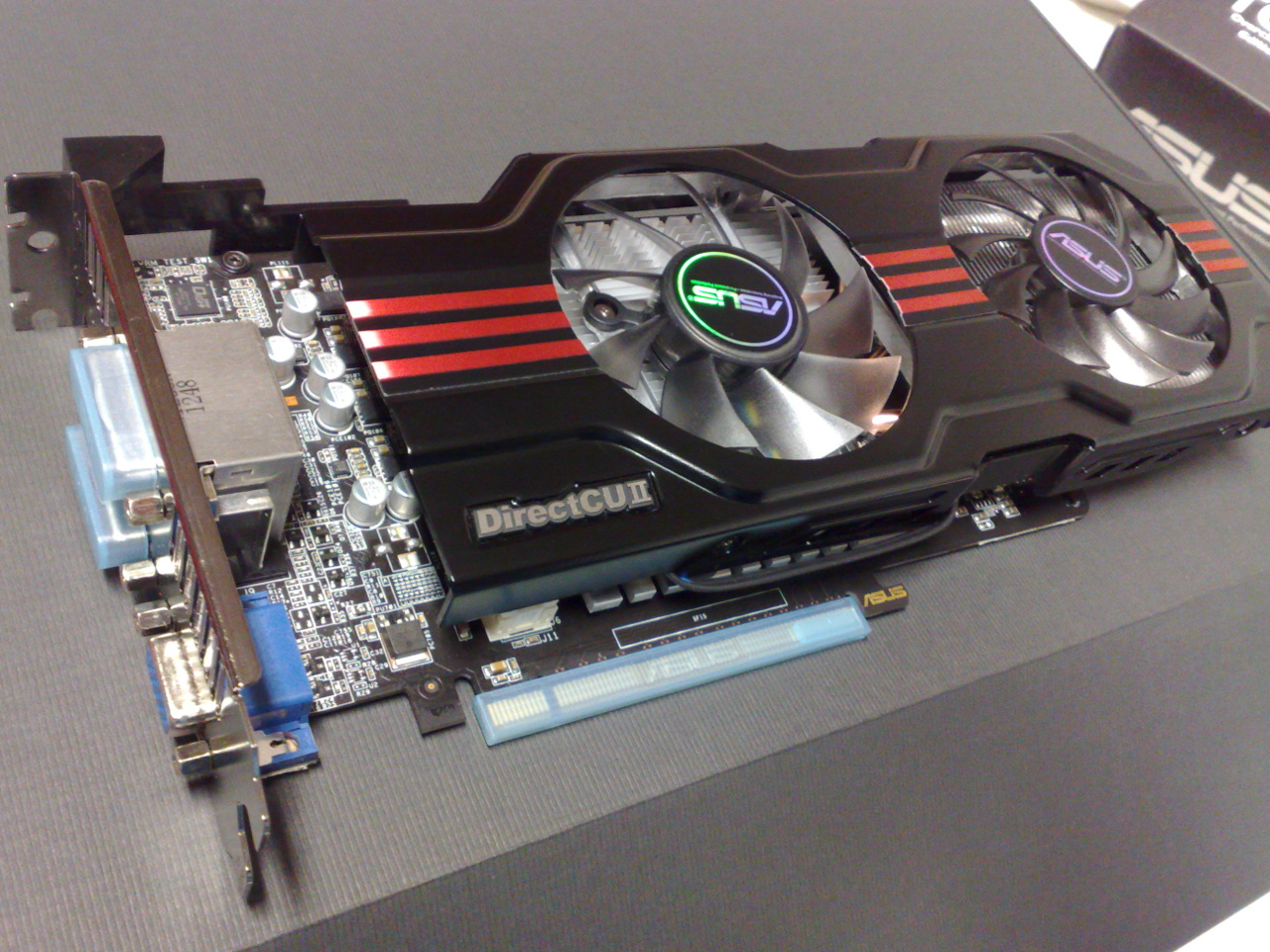
PCI Express ×16 顯卡，有兩個冷卻風扇

顯卡風扇是用來冷卻顯卡上的圖形處理器或記憶體，早期顯卡功耗較低，不一定需要風扇冷卻，但現代大部份支援3D繪圖，或遊戲專用顯卡就要獨立風扇。有些高功耗的顯卡產生的熱量甚至比中央处理器高（最高可到289瓦），因此有效的散熱格外重要。2010年起的顯卡可以用軸流扇或離心扇散熱。

### 晶片組風扇
晶片組風扇為主機板晶片組的北橋模組散熱片散熱。若系統匯流排有顯著的超頻，比正常情形產生的熱還要多，會需要晶片組風扇散熱，一般應用下，不需要晶片組的風扇。現在許多晶片組的功能都已整合到中央處理器中，其晶片組的重要性已下降，其發熱量也隨之降低。

### 硬碟冷卻
冷卻用的風扇可以裝在硬碟附近，或裝在風扇上。硬碟的發熱量較大，而且是對溫度敏感的設備，不能在過高溫度下操作。硬碟在大部份情形下，用自然冷卻即可散熱，不過有些時候會需要散熱扇，像是以下這些條件。
- 高轉速，發熱量較大的硬碟。截至2011年年較便宜的硬碟可以轉到7,200 RPM，也有10,000到15,000 RPM的硬碟，但發熱量就更大。
- 大型或密集的硬碟陣列（包括伺服器系統，其硬碟多是密集安裝）

也有一些硬碟因結構或位置關係，一定要用風扇散熱。

### 多用途風扇

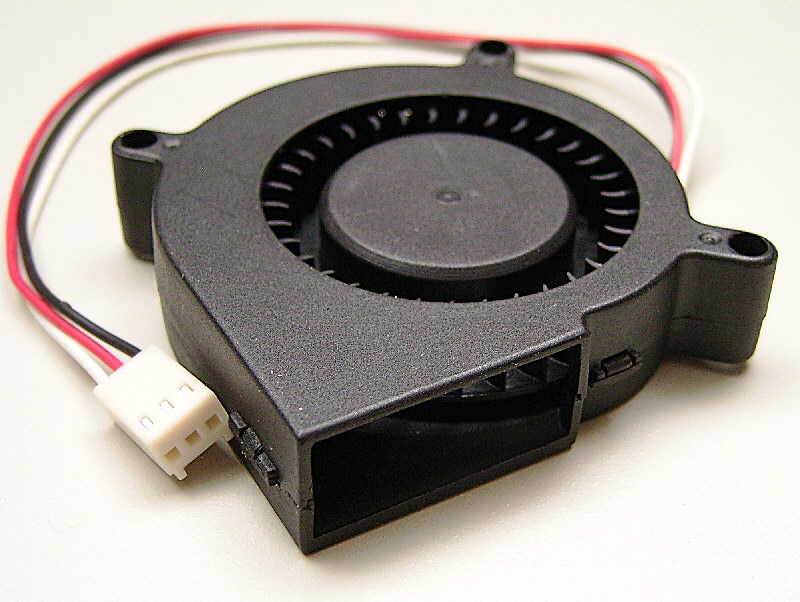
小型風扇，直接將空氣吹到桌機電機CPU的散熱片。

殼體風扇可以裝在外殼上的散熱器上，同步運作來讓冷卻裝置中的工質冷卻，並且讓機殼通風。在筆記型電腦中，會有一個風扇幫散熱片散熱，而散熱片和CPU、GPU之間是用熱導管相連。在機架安裝的伺服器內，會有一排風扇產生從前到後的氣流，氣流由被動管道或是導流罩引導到零件的散熱片。

### 風扇的其他用途
風扇也可以用在以下的用途中，不過比較少見：
- 水冷散熱器會傳送許多的熱，而散熱器的風扇有較大的靜壓（和機殼風扇強調高流量的特點不同），可以散熱。
- 筆記型電腦的機殼沒有大開口可以讓暖空氣排出，因此筆記型電腦可以放在一個冷卻器內（類似一個有內置風扇的托盤），讓機殼可以冷卻。
- 一些高級的電腦（例如伺服器），或是需要高可靠度，像是SATA/SAS控制器、高速網路控制器（40Gbps Ethernet、InfiniBand）、PCIe網路切換器、協同處理器卡（例如Xeon Phi）、一些FPGA晶片及南橋晶片等，會用散熱片以及特製的風扇來散熱。這些設備可能是在主機板上，也可能是獨立的一張機板，例如PCIe擴充卡。
- 擴充槽風扇 – 在PCI或PCI Express擴充槽上的風扇，一般是幫顯卡或是其他擴充卡冷卻。
- 光碟機風扇 – 有些內建光碟燒錄器或是DVD燒錄器會內建風扇。
- 記憶體風扇 – 現代的電腦記憶體發熱量已經大到需要用風扇主動冷卻，一般會在記憶體晶片上方裝小型風扇。尤其適用於超頻或是超電壓的應用中[5]，或是記憶體中有主動邏輯，例如FB-DIMM[6]。不過新的記憶體使用電壓較低，例如電壓1.2 V的DDR4 SDRAM，比較不需要額外的散熱[來源請求]。多半記憶體的位置會接近CPU，因此也會因為CPU的風扇而讓空氣流動，就算流動的空氣是溫的，仍有散熱效果。若主CPU是水冷的，就沒有氣流可以讓記憶體散熱，因此會需要風扇。不大部份的記憶體模組都沒有溫度監控功能。
- 高功率的電壓調節模組（VRM）一般會用切換式電源供應器，因為功率損失，會產生較多的熱，主要是來自功率MOSFET及電感零件。若在超頻應用的情形，更需要配合散熱片主動散熱。大部份的MOSFET在高溫上可以正常運作，但效率較低，且壽命會受到影響。電解電容若鄰近熱源，其壽命會顯著下降，而且其功率損失會漸漸變大，最後會不可逆的失效[來源請求]。

## 特性
散熱扇需要有低壓力，高空氣流量，大部份的電腦散熱扇都會用軸流扇、離心扇或是橫流風扇。其中有兩個重要的功能規格，一個是可以帶動的氣流，會用立方英尺每分鐘（CFM）表示，另一個則是靜壓。若是家用或是辦公室電腦的場合，風扇的音量也很重要，一般會用分貝表示，相同CFM的風扇，體積較大的風扇多半會比較安靜。
有些玩家、機殼改裝者會在風扇上加裝彩色的LED燈，也有不同顏色的散熱扇。

### 尺寸
散熱扇的尺寸以及固定孔的位置需要搭配需安裝風扇的設備。一般常用方形外框的風扇，不過有時也會使用圓形外框的風扇，有些圓形外框的風扇其固定孔可以配合較小尺寸的方形外框的風扇。尺寸的單位多半是mm，其單位是風扇外框的尺寸，不是固定孔之間的距離。常見的尺寸有40 mm、60 mm、80 mm、92 mm、120 mm、180 mm、200 mm及140 mm，有時也有
8 mm、17 mm、 20 mm、 25 mm、30 mm、35 mm、38 mm、 45 mm、50 mm、70 mm、 200 mm、220 mm、250 mm及360 mm大小的風扇。其高度（或是厚度）多半是10 mm、15 mm、25 mm或38 mm。
一般而言，方形外框，尺寸120 mm及140 mm的風扇主要是用在比較需要冷卻能力的場合，例如電競用電腦，或是為了噪音考量，風扇轉速較低的場合。較大型的風扇一般是冷卻機殼、有大型散熱片的CPU以及ATX電源供應器。方形外框，尺寸80 mm及92 mm的風扇是用在比較不需要冷卻能力的場合，或是無法使用較大風扇的應用。較小型的風扇一般是用來冷卻有小型散熱片的CPU、SFX電源供應器、顯卡、北橋晶片等。
風扇的外框尺寸和固定孔尺寸的關係大致如下：
- 外框40mm：固定孔距離32mm。
- 外框50mm：固定孔距離40mm。
- 外框60mm：固定孔距離50mm。
- 外框70mm：固定孔距離60mm。
- 外框80mm：固定孔距離71.5mm。
- 外框92mm：固定孔距離82.5mm。
- 外框120mm：固定孔距離105mm。
- 外框140mm：固定孔距離124.5mm。
- 外框180mm：固定孔距離165mm。
- 外框200mm：固定孔距離154mm。
- 外框220mm：固定孔距離170mm。

### 轉速
風扇的轉速（單位為每分鐘轉速，RPM）以及風扇的靜壓決定了風扇的空氣流量。若應用環境不適合太大的噪音，尺寸較大，轉速較慢的風扇會比相同空氣流量，但尺寸較小，轉速較快的風扇要安靜。風扇的噪音大約和轉速的五次方根成正比，轉速降低一半，噪音可以減少15分貝。較小尺寸軸流扇的最高轉速可以到23,000 rpm。
風扇可以配合溫度感測器以及電路決定轉速，溫度不高時降低轉速，相較於固定轉速的風扇，可以控制轉速的風扇噪音較少、壽命較久、功耗也較少。風扇壽命一般是以最大轉速在固定環境溫度下運轉的結果為準。
也有些風扇有速度感測器，可以感測實際的風扇轉速，其他設備可以根據風扇轉速感測器判斷風扇是否正常運轉，在異常運轉時送出警告訊息。

### 空氣壓力以及流量
若需要讓空氣在受限區域中流動（例如在散熱器或是散熱片的間隙中流動），高靜壓的風扇會比較有效率。若配合散熱片使用，散熱扇產生生的靜壓比空氣流量要重要的多。靜壓的重要程度和風流受到幾何限制的程度有關。若散熱片的鯺片之間的間隙變小，靜壓的重要性就會增加。靜壓的單位一般是mm Hg或mm H2O；空氣流量的單位是CFM（每分鐘幾立方英呎）。

### 軸承種類
風扇中使用的轴承會影響其性能以及噪音。散熱扇使用的軸承主要有以下幾種：
- 套筒軸承中有兩面有油或是油脂潤滑的表面，兩面之間互相接觸摩擦進行相對運動。表面多半會用多孔的燒結軸套，有自我潤滑的作用，只需偶爾保養或更換。滑動軸承在高溫下其接觸表面容易磨損，而且油容易乾掉，最終會導致軸承失效，因此高溫下較不耐用。不過若溫度較低時，滑動軸承的壽命大致和滾珠軸承相近（滑動軸承壽命可能比較短一點）[24]。滑動軸承在高溫下比較容易失效，若安裝位置不是剛好和軸對正，有一些角度偏離，其效果會很差。滑動軸承在50 °C下的典型壽命是30,000小時。使用滑動軸承的風扇會比使用滾珠軸承的風扇要便宜，低速下，在其生命週期初期時會比較安靜，但之後噪音可能會變大[24]。
- 來福軸承（Rifle bearings）類似套筒軸承，比套筒軸承安靜，其壽命接近滾珠軸承。軸承中有螺旋槽（英语：Spiral groove bearing），可以從油槽中泵取潤滑油。因此可以在軸水平的情形下安全的安裝，其潤滑油會潤滑軸的上方，這是和套筒軸承不同的地方[25]。油泵也可以提供軸足夠的潤滑，降低噪音，因此可以延長壽命。
- 液態軸承（英语：Fluid bearing），也稱為流體動力軸承（Fluid Dynamic Bearing、FDB）的優點是在運作時幾乎無聲，其壽命較長（不過仍比滾珠軸承短），其缺點是價格昂貴。
- 滾珠軸承的價格比液態軸承高，但滾珠軸承沒有像套筒軸承安裝方向的問題，在高溫時更加耐用，在高轉速下比套筒軸承安靜。滾珠軸承在50 °C的典型壽命可以超過60,000小時。
- 磁性軸承（Magnetic bearing）也稱磁浮軸承，是由磁力支撐軸承。

### 連接器
散熱扇常用的連接器有以下幾種：
Molex KK系列的三腳連接器
Molex連接器可用在風扇連接主機板或是其他電路板時的場合。Molex連接器是小型、薄式的長方形母座，在長邊外側有一個識別方向性的鎖固機構。針是正方形的，間隔是2.54毫米（0.1吋）。三個針腳分別是參考地點、12 V電源，以及轉速表信號。
Molex KK系列的四腳連接器
這是Molex KK系列的延伸款，有四隻針腳，方向性及鎖固機構和三腳連接器類似。多的一隻腳是提供風扇變速控制用的脈衝寬度調變（PWM）信號。
四腳Molex連接器
此連結器是用在風扇直接連接電源供應器的場合。包括二條線（黃色／12 V，黑色／參考地點），接到大的四針公對母Molex連接器。和使用SATA之前的硬碟電源線連接器相同。
Molex PicoBlade系列的三腳連接器

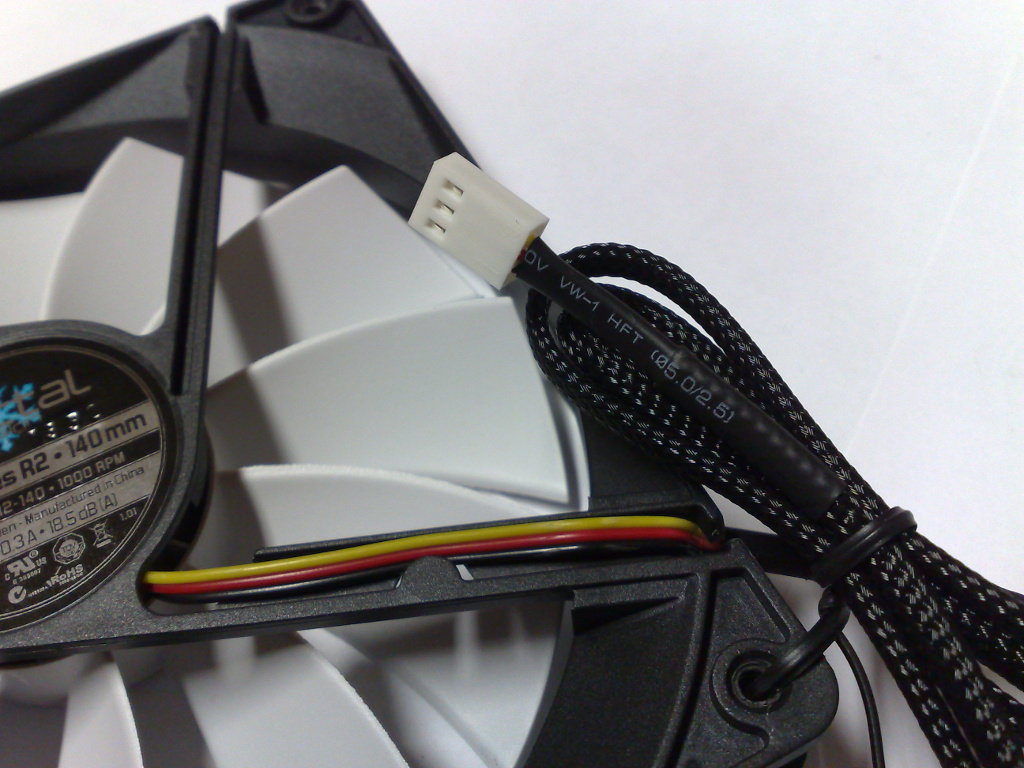
散熱扇的三腳連接器

Three-pin Molex connector PicoBlade family
此連結器是用在筆電風扇或是將風扇接到顯卡的場合。
戴爾專用的連接器
戴爾專用的連接器是從簡單的三腳母座IC連接器為基礎,在中間的一側加上兩個tab，另一側加上鎖定tab。其大小及間隔都和標準的三腳母座IC連接器相同。有些會在中間用白色的電線（速度訊號），而標準的Molex三腳連接器中，第三腳是白線，因此會有相容性的問題。

## 其他方案
有些應用因為噪音、可靠度或是環境因素，無法使用風扇，有一些其他的散熱方式。若只保留電源供應器將熱風排到機殼以外的虱扇，其他的風扇都不要，也有一些幫助。
散熱系統可以設計只用被動冷卻來散熱，這樣可以減少噪音，以及易損壞的可動件，這些作法有：
- 自然對流冷卻：若設計得當，正確安裝，散熱片夠大，只用自然對流的散熱量可以到100 W。
- 加裝熱導管，讓熱排到機殼外面。
- 降電壓或是降頻來降低發熱量。
- 電腦硬體冷卻，將電腦置於非導電性的對流流體中，可以有良好的對流冷卻，而且可以避免潮濕及水，也不需要散熱片或是風扇。需要考量流體和主機板及CPU的黏膠及密封材質的相容性。這種對策會用在一些特殊場合中，例如放在野外的無線模組[來源請求]。

其他冷卻方式有
- 水冷
- 矿物油冷卻
- 液氮
- 制冷，例如透過熱電效應設備
- 離子風（英语：Ionic wind）冷卻是正在研究中的技術。是用兩個電極之間的空氣電離來移除空氣。這可以取代風扇，而且沒有活動件[28]，噪音也較小[29]

## 外部連結
- 4-Wire PWM Controlled Fans Specification v1.3 - Intel
- 3-Wire and 4-Wire Fan Connectors （页面存档备份，存于） - Intel
- 3-Wire （页面存档备份，存于） and 4-Wire Fan Pinouts - AllPinouts
- How PC Fans Work (2/3/4-wire) - PCB Heaven
- Why and How to Control (2/3/4-wire) Fan Speed for Cooling Electronic Equipment （页面存档备份，存于） - Analog Devices
- PWM Fan Controller project （页面存档备份，存于） - Alan's Electronic Projects